# Киндерлинская пещера
Киндерлинская пещера (имени 30-летия Победы) — самая длинная пещера Урала (17 466 м). Расположена в Гафурийском районе Республики Башкортостан, в 5 км к востоку от д. Таш-Асты. Была открыта в 1974 году.

## Описание
Представляет собой сложную многоярусную систему галерей и ходов.
Вход в пещеру находится в основании скального обнажения, на высоте 94 м над уровнем р. Зилим. Он имеет форму трапеции, размером 12×7 м, и обращен на юг. Пещера начинается идущей вниз галереей, приводящей в грот с ровным полом шириной 15 м. Вблизи входа расположена многолетняя наледь, занимающая всю галерею шириной 12 м и спускающаяся с уклоном 12°. Длина наледи 71 м.
В верхней части зимой образуются ледяные сталагмиты причудливой формы, с потолка свисают ледяные сталактиты и кристаллы льда. В левом углу ледяной колодец глубиной 12 м приводит в подлёдную полость «грот Летучий Голландец». В нижней части ледника слева 6-метровый уступ ведёт в грот Медведицы. Здесь был обнаружен скелет современного медведя.
Далее пол галереи немного поднимается и освобождается от льда. На небольшом удалении у правой стены стоит ледяной сталагмит Снежная Королева, высота которого в зависимости от сезона колеблется от 1 до 7 м, а диаметр достигает 3 м.
В этом месте заканчивается легкодоступная часть пещеры. Дальнейшее прохождение требует спелео навыков и подготовки, знания пещеры, умения пользоваться специальным спелео снаряжением для работы на высоте.
Впервые она фигурирует в отчёте Экспедиции особого назначения (ЭОН) в 1942 г., затем упоминается Г. В. Вахрушевым как «снежно-ледяная пещера», расположенная в Гафурийском районе на р. Киндерле (Вахрушев, 1972). Активное исследование пещеры началось в 1974 году, когда охотник А. Каранаев показал пещеру спелеологу Анатолию Андрееву (СС «Меридиан», г. Стерлитамак). Пещера была изучена на протяжении 2443 м. В 1975 году для изучения пещеры как экскурсионного объекта была организована экспедиция Башкирского областного совета по туризму и экскурсиям под рук. Геннадия Иванова, которая повторно обследовала пещеру, составив план 2260 м ходов основной галереи.
Пещера условно разделена на 8 частей.
По порядку «открытия» они были названы Первой частью (до К12) и Второй частью (до Классического зала). В 1976 году пещера была оборудована для проведения экскурсий. В 1977—1987 годах исследования пещеры проводились экспедициями под рук. Рафаила Низамутдинова (г. Уфа, спелеосекция ТК «Орион», переименованная впоследствии в УГСС, с 1986 года — спелеоклуб им. В. Нассонова). Были открыты Третья, Четвёртая и Пятая части, сделано большое количество восхождений. Длина пещеры составила 7600 м. В 1988 году группы уфимских спелеологов под рук. И. Счастного и И. Зарипова обнаружили зал Атлантида, который назвали Шестой частью, и зал Пепси-Колы, названный Седьмой частью. Планы этих частей были составлены другими группами в 1990—2000-е годы. К длине пещеры добавилось около 300 м.
С 2005 по 2010 год в пещере проводились исследования в рамках проекта «Киндерлинская» (коорд. Николай Лазарев), в которых приняли участие спелеологи из различных городов Урала и Поволжья. Основные работы проводились в ходе Паршивчик, были совершены восхождения в залах Классический (высота 105 м, Арсен Ахметов), Пепси-Колы (высота 90 м, Николай Лазарев), Атлантида (высота 115 м, Николай Лазарев). Длина пещеры достигла 9113 м.
В 2016—2019 годах в рамках исследовательских работ РГО «проект Киндерлинская 2.0» под рук. Сергея Рычагова была найдена новая, Восьмая часть им. Рафаила Низамутдинова. Было исследовано 5693 м ходов. Общая протяжённость ходов пещеры составила 14806 м. Восьмая часть пещеры, представляющая собой многоуровневую лабиринтовую систему ходов, соединённых между собой колодцами, уступами и узкими лазами в глыбовых завалах. Эта часть обвалоопасная и сухая, здесь полностью отсутствуют источники воды.
В 2022—2024 годах в рамках исследовательских работ РГО «проект Киндерлинская 2.0» под рук. Сергея Рычагова были найдены несколько новых залов и ходов, таких как: Поднебесье, Посейдон, Купольный зал, Музейный ход и т. д.
Длина пещеры на январь 2025 года составляет 17 466 метров. Исследования продолжаются.
Пещера находится на территории Природного парка «Зилим». Имеет статус «Особо охраняемая природная территория» (ООПТ).

## Галерея
- Столовый зал в пещере Киндерлинская. Автор Гульназ Сакулина
- Зал Октябрьский. Автор Гульназ Сакулина
- Ход Трикональной топосъемки. Автор Гульназ Сакулина
- Сказочный ход. Автор Гульназ Сакулина
- Ход Надежд. Автор Гульназ Сакулина